# Miniman
Miniman — шведський ручний реактивний протитанковий гранатомет одноразового використання. Призначений для боротьби з танками, БМП, самохідними артилерійськими установками та іншими броньованими об'єктами противника, а також може бути використаний для знищення живої сили ворога, що знаходиться в легких укриттях і спорудах міського типу.

## Конструкція
Гранатомет складається з двох основних елементів: пускового пристрою і власне реактивної гранати.
За зовнішнім виглядом нагадує американський гранатомет M72 LAW та французький SARPAC. Ракета гранатомета пробиває сталевий лист 340 мм.

## На озброєнні
- Австрія: як Panzerabwehrrohr 70 (PAR 70)
- Фінляндія: як 66 KES 75/88
- Швеція: як Pansarskott m/68